# Der Mann mit der eisernen Maske (1939)
Der Mann mit der eisernen Maske (Originaltitel: The Man in the Iron Mask) ist ein Abenteuerfilm von 1939, bei dem James Whale Regie führte. Louis Hayward ist in einer Doppelrolle als König Ludwig XIV. und dessen Bruder Philippe zu sehen. Die weibliche Hauptrolle ist mit Joan Bennett besetzt.
Die Verfilmung geht zurück auf Alexandre Dumas’ d. Ä. Roman
Le Vicomte de Bragelonne (Deutsche Titel: Der Vicomte von Bragelonne; Zehn Jahre später und Der Mann mit der eisernen Maske).

## Handlung
Wir schreiben das Jahr 1638 und ganz Frankreich wartet auf die Geburt eines Thronfolgers. Glücklich zeigt König Ludwig XIII. seinen neugeborenen Sohn Ludwig dem Hofstaat und seinem Volk. Als er von seinem Premierminister Jean-Baptiste Colbert erfährt, dass die Königin Zwillinge bekommen hat und er somit einen weiteren Sohn, redet ihm Colbert ein, dass das einen Bürgerkrieg auslösen könne, was eine Teilung des Thrones nach sich ziehen könne, und dass der weitere Sohn des Königspaares deshalb in der Verbannung leben müsse. Man beschließt desher, das Kind, das den Namen Philippe erhält, in die Obhut des dem König treu ergebenen Hauptmanns der Musketiere D’Artagnan zu geben, der seinen nun vater- und mutterlosen Sohn in die Gascogne verbringen soll.
Zwanzig Jahre später ist Ludwig, der erstgeborene Sohn, unter dem Namen Ludwig XIV. König von Frankreich und beim Volk als zur Verschwendungssucht und Tyrannei neigender wenig geliebter König verschrien. Als Ratgeber hat er sich den verschlagenen Nicolas Fouquet an die Seite genommen, der auch die Finanzen verwaltet. Fouquet weiß, dass der König einen Bruder hat, der in der Verbannung lebt, und befürchtet, dass dieser eines Tages auftauchen könne, um Thronansprüche geltend zu machen. Da Fouquet keinesfalls seine einflussreiche Stellung gefährden will, fasst er den Plan, Philippe beseitigen zu lassen. Dazu schickt er Steuereintreiber in die Gascogne und bringt D’Artagnan und Philippe sowie Freunde der beiden dazu, sich ob der horrend hohen Forderungen zur Wehr zu setzen, was zur Folge hat, dass der König ihre Verhaftung befiehlt. So werden die Männer nach Paris gebracht, wo Ludwig seinen Zwillingsbruder zum ersten Mal zu Gesicht bekommt. Als der König am selben Tag von einem auf ihn geplanten Attentat erfährt, kommt er auf die Idee, die Ähnlichkeit, die zwischen Philippe und ihm herrscht, für seine Zwecke auszunutzen. Mit dem Versprechen, seine Freunde freizulassen, wenn er ihn bei Bedarf vertrete, kapert er den Doppelgänger, ohne dass beide wissen, dass sie in Wahrheit Brüder sind. Gleich heute soll Philippe den König bei einem Besuch an dem Ort des geplanten Attentats vertreten. Natürlich warnt er Philippe nicht vor der drohenden Gefahr. Dieser wird zwar angegriffen, kommt aber unversehrt zurück. Der König setzt seinen Doppelgänger immer dann ein, wenn ihm ein Termin lästig ist.
Da Ludwig demnächst aus Staatsgründen heiraten soll, lernt Philippe in der Folge auch dessen inzwischen am Hofe eingetroffene zukünftige Frau Maria Theresa kennen und verliebt sich in die schöne junge Prinzessin. Ludwig jedoch möchte sein wildes Leben so ungezwungen wie bisher fortsetzen und zögert die Hochzeit immer wieder hinaus, denn da gibt es ja auch noch seine Geliebte Louise de La Vallière. Als Maria Theresa von der Liebschaft erfährt, fühlt sie sich zutiefst gedemütigt und flieht zurück in ihr Heimatland Spanien. Colbert bittet Philippe in die Rolle des Königs zu schlüpfen und Maria Theresa zurückzuholen, da ihm dringend an einer Vereinigung zwischen Frankreich und Spanien gelegen ist. Philippe erklärt sich dazu bereit und schafft es auch, die junge Frau zur Rückkehr zu bewegen. Gleichzeitig befreit er seinen Freund D’Artagnan und die weiteren Musketiere aus der Bastille und schickt sie nach Bordeaux. Als Ludwig, der echte König, zurückkehrt, ist er empört über das, was geschehen ist, und will Philippe hängen lassen. Colbert offenbart ihm jedoch, dass er sein Zwillingsbruder sei. Da der König Angst hat seinen Thron zu verlieren, entwickelt er den teuflischen Plan, den Bruder mit einer eisernen Maske unkenntlich zu machen und ihn im berüchtigten Pariser Gefängnis, der Bastille, einzusperren, untrennbar verbunden mit seiner eisernen Maske. Als Philippes Freunde von seinem Schicksal erfahren, kommen sie unter der Führung von D’Artagnan zurück. Colbert hat gegenüber Maria Theresa inzwischen Philippes Identität offenbart und so schafft sie es, dem im Vollrausch eingeschlafenen König den Schlüssel zu der Maske, den er um den Hals trägt, zu entwenden. Mit Hilfe des Schlüssels gelingt es den Musketieren Philippe zu befreien. Den betrunkenen König schafft man an Philippes Stelle in die Bastille. Das bedeutet, dass Philippe nun seinen Platz als König einnimmt. Colberts Vorschlag, Maria Theresa umgehend zu heiraten, folgt er nur zu gern. Die Hochzeitsfeierlichkeiten sollen in Schloss Fontainebleau stattfinden.
König Ludwig gelingt es, seinem korrupten Minister Fouquet eine Nachricht zukommen zu lassen, der dafür sorgt, dass der König freikommt. Beide Männer begeben sich mit einer Kutsche ebenfalls auf den Weg nach Fontainebleau. Zwischen den Fahrzeugen – auch D’Artagnan und die Musketiere sind unterwegs nach Fontainebleau – kommt es zu einer wilden Verfolgungsjagd, bei der die Pferde des Königs scheuen, so dass die Kutsche des Königs über eine Klippe in die Seine abstürzt. Noch einmal taucht des Königs Gesicht mit der eisernen Maske am Fenster der Kutsche auf, bevor sie endgültig untergeht. Maria Theresa und Philippe geben sich in der Kirche von Fontainebleau das Versprechen für ein gemeinsames Leben und schließen auch Frankreich, wo es in Zukunft mehr Gerechtigkeit geben soll, in ihre Wünsche mit ein.

## Produktion und weitere Verfilmungen
Der Film hatte eine Produktionsdauer vom 26. Februar bis zum 25. April 1939. Die Dreharbeiten dauerten vom 25. Februar bis zum 25. März 1939. Gedreht wurde im Los Angeles County Arboretum & Botanic Garden in Kalifornien in den USA.
In den USA hatte der Film am 26. Juni 1939 in Hollywood Premiere. In der Bundesrepublik Deutschland lief er am 18. April 1950 und in Österreich am 15. September 1950 an.
Louis Hayward spielte in einer weiteren Verfilmung des Stoffes von 1952 die Rolle des D’Artagnan. Whale wollte mit den unterschiedlichen Charakteren der Brüder das Gute und das Böse, ein gütiges Wesen auf der einen Seite und einen tyrannischen Charakter auf der anderen Seite darstellen. Dadurch, dass die Wahl auf nur einen Darsteller fiel, sollte hervorgehoben werden, dass Menschen meist viele konträre Charaktermerkmale in sich tragen und dass verschiedene Seiten doch zu ein und derselben Medaille gehören können.
Der spätere Darsteller zahlreicher Horrorfilme, Peter Cushing, gab in diesem Film sein Leinwanddebüt.
Laut einem Artikel in Variety wurden Sigrid Gurie und Frances Dee für die weibliche Hauptrolle gecastet und Douglas Fairbanks junior für die Titelrolle. Es gibt diverse Verfilmungen der Romane von Alexandre Dumas d. Ä., unter anderem eine Stummfilmversion von 1929 von Allan Dwan mit Douglas Fairbanks senior in der Hauptrolle. 1977 verfilmte Mike Newell die Geschichte mit Richard Chamberlain in der Hauptrolle. Eine weitere Version datiert von 1998 unter der Regie von William Richert mit Hauptdarsteller Edward Albert. 1998 entstand unter der Regie von Randall Wallace eine weitere Version mit Leonardo DiCaprio in der Hauptrolle. Weitere Verfilmungen siehe auch Der Mann mit der eisernen Maske – Film.

### Historischer Bezug
Ludwig XIV. (1638–1715), genannt der Sonnenkönig, war seit 1643 König von Frankreich und Navarra. Er gilt als klassischer Vertreter des höfischen Absolutismus. Mit 72 Jahren auf dem Thron war er der am längsten amtierende Monarch in der Geschichte Europas. Seine Eltern waren Ludwig XIII. (1601–1643) und Anna von Österreich (1601–1666). Sein Bruder, Herzog Philipp I. d’Orléans, wurde 1640 geboren. 1660 heiratete Ludwig aus politischen Gründen die Tochter des spanischen Königs Maria Teresa (1638–1683). Maria Teresa war die jüngste Tochter von Philipp IV. Die Schließung dieser Ehe besiegelte 1660 den nach einem langjährigen Krieg vereinbarten Frieden zwischen Frankreich und dem habsburgischen Spanien. Maria Teresa starb bereits im Alter von 44 Jahren.
Jules Mazarin (1602–1661) war es, der Ludwig nach dem Tod des Vaters auf seine Rolle als König vorbereitete. Er galt als „graue Eminenz“ (in Anlehnung an die „rote Eminenz“ Kardinal Richelieu), weil er neben dem König der eigentliche Herrscher war, der nach dem Tod von Ludwig XIII. die Regentschaft für den noch unmündigen König Ludwig XIV. ausübte. Als er starb, war der König 22 Jahre alt. Kardinal Mazarin soll bewusst Einfluss genommen haben, dass Philipp(e) zu keinem potentiellen Thronanwärter erzogen wurde. Die Homosexualität Philippes war ein offenes Geheimnis. 1661 wurde er mit Henrietta Anne Stuart, einer Schwester Karls II. von England, verheiratet, eine weitere Ehe folgte 1671 mit Elisabeth Charlotte, genannt Liselotte von der Pfalz.
Einer der wichtigsten Minister des Königs war Finanzminister Nicolas Fouquet (1615–1680). Ludwig ließ ihn später wegen Korruption und Hochverrats verhaften und durch den ihm treu ergebenen Jean-Baptiste Colbert (1619–1683) ersetzen. Fouquet wurde 1665 in die Festung Pignerol (Pinerolo) gebracht, wo er 1680 starb. In seiner Haftzeit hatte er Kontakt mit dem Mann mit der eisernen Maske. Der Mann mit der eisernen Maske war ein unbekannter und geheimnisvoller Staatsgefangener von Ludwig XIV. Es gibt verschiedene Hypothesen darüber, wer er wirklich gewesen sei. Voltaire vertrat die These, der Gefangene sei ein Zwillingsbruder von Ludwig XIV. gewesen. Auch Marcel Pagnol vertrat diese Theorie. Eine weitere Theorie besagt, dass der Mann mit der Maske ein illegitimes Kind von Anna von Österreich gewesen sei. Weitere Theorien siehe Hypothesen zur Identität des Manns mit der eisernen Maske.
Charles D’Artagnan (zwischen 1611/1615–1673) machte unter Ludwig XIV. eine brillante Karriere bei den französischen Musketieren der Garde. Er fiel im Französisch-Niederländischen Krieg. Tatsächlich eskortierte er 1660 den jungen Ludwig XIV. zu seiner Eheschließung mit der Infantin Maria Teresa von Spanien. D’Artagnan gelangte vor allem für die überraschende Festnahme von Nicolas Fouquet 1661 zu Berühmtheit.
Alexandre Dumas Romane Die drei Musketiere, Zwanzig Jahre später und Der Vicomte von Bragelonne (Der Mann mit der eisernen Maske) gehen auf D’Artagnans Leben zurück, das bereits Gatien de Courtilz de Sandras (1644–1712), ein ehemaliger Soldat und Autor von Roman-Biographien, in seinem Roman Les mémoires de M. d’Artagnan geschildert hatte. Die drei Musketiere bestehen – wie der Roman von Alexandre Dumas ausweist – aus d’Artagnan und seinen drei Freunden Athos, Portos und Aramis.
Kardinal Richelieu (1585–1642) war von 1624 bis zu seinem Tod unter Ludwig XIII. als Erster Minister die bestimmende politische Figur in der französischen Politik.
Louise de La Vallière (1644–1710) war eine Mätresse Ludwigs XIV.

### Synchronisation
Der Film wurde im Jahr 1950 für den deutschen Markt synchronisiert.
| Rolle                        | Darsteller         | Synchronsprecher |
| ---------------------------- | ------------------ | ---------------- |
| König Ludwig XIV. / Philippe | Louis Hayward      | Wolfgang Preiss  |
| Maria Theresia               | Joan Bennett       | Ursula Traun     |
| D’Artagnan                   | Warren William     | Werner Lieven    |
| Fouquet                      | Joseph Schildkraut | Rudolf Schündler |
| Colbert                      | Walter Kingsford   | Herbert Gernot   |
| König Ludwig XIII.           | Albert Dekker      | Arnold Marquis   |

## Kritiken
Das Lexikon des internationalen Films fasste seine Kritik in dem Satz zusammen: „Überlanger, zähflüssiger Abenteuerfilm nach historischem Vorbild.“ Die Filmzeitschrift Cinema zog das Fazit „Schwungvoller als die Leo-DiCaprio-Version!“ und führte zuvor aus, dass Regisseur James Whale „Alexandre Dumas’ Roman als barockes Kostümabenteuer verfilmt [habe] mit Verve und einer Prise Horror.“ Die Fernsehzeitschrift prisma war der Meinung, dass James Whale „seine Verfilmung des Abenteuer-Stoffes um andere Motiver bereichert [habe], indem er einen gothischen Romantizismus [geschaffen habe] und eine faszinierende Dimension des Unwirklichen.“ Whale sei „ein ausgeprägter Stilist, der vor allem durch seinen Frankenstein-Film bekannt geworden [sei].“ Frank S. Nugent meint sinngemäß, es sei nicht ganz die verwegene Geschichte, die man erwartet habe, aber dennoch ein mäßig unterhaltsames Kostümstück, das mit seiner Länge zwar Dumas’ Roman entspräche, aber nicht dessen Wirksamkeit entfalte. Er hält den Film für gut besetzt bis auf Marian Martin, die absurd wirke. Louis Haywards Leistung in der Doppelrolle findet Zustimmung, er habe „einen angenehmen Stil“, der gut in den Zeitraum der Romantik passe. Joan Bennett in der Rolle der spanischen Infantin mit dunklen Locken schaffe es „dekorativ und farblos zur selben Zeit zu sein.“

## Auszeichnungen
Auf der Oscarverleihung 1940 wurden Lucien Moraweck und Lud Gluskin für die Beste Original-Filmmusik für den Film Der Mann mit der eisernen Maske (The Man in the Iron Mask) nominiert. Der Oscar ging an den Film Das zauberhafte Land (The Wizard of Oz) und Herbert Stothart für seine für den Film komponierte Musik.